# Prapor Nachtigall
Prapor Nachtigall (také známý jako německy Bataillon Ukrainische Gruppe Nachtigall)
byl součástí jednotky zvláštního určení Lehrregiment "Brandenburg" z.b.V. 800. Spolu s praporem Roland byl jedním ze dvou útvarů zformovaných 25. února 1941 náčelníkem Abwehru Wilhelmem Canarisem, který schválil zřízení ukrajinské jednotky pod německým velením. Byl sestaven z ukrajinských dobrovolníků, kteří podléhali příkazům Banderova křídla OUN. Jednotka byla v listopadu 1941 v Německu reorganizována ve 201. policejní prapor (německy Schutzmannschaft Bataillon 201) čítající 650 vojáků a důstojníků, kteří před rozpuštěním sloužili jeden rok v Bělorusku. Řada příslušníků, zvláště velících důstojníků, se na jaře 1943 přidala k UPA a čtrnáct příslušníků vstoupilo do 14. granátnické divize SS (1. ukrajinská).

## Formování a výcvik
Před napadením Sovětského svazu Banderovo křídlo OUN-R spolupracovalo s nacistickým Německem a v Německu prodělávalo výcvik. Podle Ukrajinské akademie věd i podle dalších zdrojů, se Bandera sešel s vedoucími představiteli německé vojenské rozvědky, aby konzultovali zformování praporů Roland a Nachtigall. Wilhelm Canaris schválil 25. února 1941 vytvoření Ukrajinského legionu pod německým velením. Jednotka měla dosáhnout síly 800 mužů. Roman Šuchevyč se stal velitelem Legionu ze strany OUN-R. OUN očekávala, že jednotka se stane zárodkem budoucí Ukrajinské armády. Na jaře 1941 obdržela OUN 2,5 mil. marek na podvratné akce proti SSSR. Na jaře 1941 byla Legie reorganizována ve dvě jednotky: první byla nazvána Nachtigall Batttalion, druhá je známa jako Rolland Battalion. Výcvik praporu probíhal ve výcvikovém táboře Neuhammer (dnes Świętoszów) v Dolním Slezsku.
Ukrajinskou stranu reprezentoval Roman Šuchevyč, styčným důstojníkem koordinujícím postup s německým velením byl nadporučík Theodor Oberländer (Oberländer se po válce stal ministrem federálního ministerstva pro osoby bez domova, uprchlíky a válečné oběti v Německé spolkové republice.) Vojenským velením byl pověřen nadporučík Dr. Hans-Albrecht Herzner, dřívější příslušník jednotky Brandenburg.
Prapor byl oblečen do standardních uniforem wehrmachtu. Při vstupu do Lvova měli příslušníci modré a žluté nárameníky.

## Válka se Sovětským svazem
Čtyři dny před zahájením útoku se prapor přesunul ke hranicím. V noci ze 23. na 24. června 1941 překročil hranici nedaleko Přemyšlu a pokračoval směrem na Lvov.

### Lvov
Spolu s prvním praporem jednotky Brandeburg vstoupili první vojáci praporu Nachtigall 29. června do Lvova.
Prapor obsadil strategické objekty, mezi nimi rozhlasový vysílač na kopci Vysokyj Zamok v centru Lvova. Odtud byla prohlášena nezávislost Ukrajiny.